# Seydouba Soumah
Seydouba Guinéenne Soumah (* 11. června 1991, Conakry) je guinejský fotbalový záložník či útočník a reprezentant, od července 2017 hráč srbského týmu FK Partizan. Mimo Guineu působil na klubové úrovni v Jihoafrické republice, Kuvajtu, Srbsku, Izraeli a na Slovensku. Jde o technicky vyspělého hráče schopného individuálně se prosadit, občas mu bývá vytýkáno přílišné sólování místo načasované přihrávky.
V sezóně 2016/17 se stal s 20 vstřelenými góly nejlepším kanonýrem slovenské nejvyšší ligy (společně s Filipem Hlohovským).

## Klubová kariéra
Svou fotbalovou kariéru začal v klubu Fello Star. V průběhu mládeže zamířil do Jihoafrické republiky, konkrétně do Ajaxu Cape Town. Před sezonou 2008/09 se propracoval do seniorské kategorie, kde se ale výrazněji neprosadil a působil po hostováních. Nastupoval za týmy Ikapa Sporting FC, FC Cape Town a University of Pretoria FC. Trenér Jozef Vukušič, který jej vedl v FC Cape Town a později zprostředkoval jeho přestup na Slovensko, o něm řekl: „Seydouba Soumah je pro slovenskou ligu tím, kým je Lionel Messi pro španělskou.“

### FC Nitra
V únoru 2012 Ajax definitivně opustil a stal se hráčem slovenského klubu FC Nitra, kde podepsal tříletý kontrakt. Přišel za cca 25 000 eur.

#### Sezóna 2011/12
V Nitře debutoval 9. 3. 2012 v ligovém utkání 21. kola proti týmu MŠK Žilina (prohra 0:2), na hřišti byl do 70. minuty. Ve 26. kole se poprvé střelecky prosadil. Branku dal ve 3. minutě proti mužstvu FK AS Trenčín, ale Nitra prohrála na hřišti soupeře v poměru 2:5. Další gól vstřelil v následujícím 27. kole proti klubu FK DAC 1904 Dunajská Streda, když 12 minut před koncem zvyšoval na konečných 3:0. Během půl roku nastoupil k 13 ligovým střetnutím.

#### Sezóna 2012/13
Ve 3. kole hraném 28. července 2012 skóroval poprvé v ročníku, když proti ViOnu Zlaté Moravce (výhra 2:0) otevřel skóre utkání. Následně se trefil i v dalších dvou kolech a potvrdil tak svůj skvělý vstup do sezony. Branku dal proti Spartaku Myjava (výhra 2:0) a proti Dukle Banská Bystrica (remíza 1:1). Počtvrté se prosadil ve 14. minutě proti týmu MFK Košice a podílel se na domácí výhře 4:1. Následně se na hřišti projevil i negativně, 14. září 2012 během zápasu se Spartakem Trnava napadl rozhodčího, kapitána Trnavy Miroslava Karhana a dostal červenou kartu za předchozí šlápnutí na soupeře Patrika Čarnotu. Předtím ještě provokoval fanoušky Trnavy obscénními gesty. Dostal šestiměsíční zákaz startu a pokutu 3 400 eur. Soumah se hájil, že byl terčem rasistických nadávek a ze strany Karhana měla být uražena jeho rodina. Celkem na podzim 2012 odehrál devět utkání v lize.

### ŠK Slovan Bratislava
Během trestu byl Soumah údajně na testech v Česku, konkrétně ve Viktorii Plzeň. Nakonec ho vykoupil z Nitry v zimním přestupovém období ročníku 2012/13 za uváděných 150 tisíc eur Slovan Bratislava, se kterým uzavřel víceletou smlouvu (výsledná částka činila cca 200–300 tisíc eur).

#### Sezóna 2012/13
V dresu Slovanu debutoval v první slovenské lize 16. března 2013 proti Dukle Banská Bystrica (výhra 2:0), když v 55. minutě nahradil na hrací ploše Erika Grendela. V neúplné sezóně 2012/13 získal se Slovanem Bratislava „double“, tzn. ligový titul a triumf v domácím poháru. Na jaře 2013 si připsal 11 ligových startů.

#### Sezóna 2013/14
Za Slovan nastoupil v odvetě 2. předkola Ligy mistrů UEFA 2013/14 na půdě bulharského celku PFK Ludogorec Razgrad. Mužstvo podlehlo soupeři 0:3 a vypadlo, i přestože v prvním zápase zvítězilo v poměru 2:1.
Poprvé v lize skóroval za Slovan 4. 8. 2013 proti Spartaku Myjava, když na konci prvního poločasu zvyšoval na 2:0. Slovan Bratislava nakonec porazil svého soka vysoko 5:0. 21. září 2013 v duelu se Spartakem Trnava opět zavřela zlá krev a na povrch vypluly spory z minulosti. Soumah se dostal na hřiště v 82. minutě a během dvou minut hrubě fauloval protihráče, za což byl vyloučen. Poté odmítal opustit hřiště a dostal se do konfliktu se soupeřem Romanem Procházkou. Od disciplinární komise SFZ (Slovenského fotbalového svazu) dostal trest zákazu startu na šest utkání plus pokutu 2 500 eur. Svůj druhý gól dal ve 20. kole do sítě Dukly Banská Bystrica, trefou z 10. minuty pomohl k výhře 2:0. V ročníku 2013/14 ligový titul se Slovanem obhájil. Na jaře 2014 došel s týmem až do finále slovenského poháru, kde klub podlehl 1. května Košicím v poměru 1:2. Za Slovan tentokrát nastoupil v lize k 21 střetnutím.

#### Sezóna 2014/15
5. července 2014 byl u výhry 1:0 nad týmem MFK Košice ve slovenském Superpoháru, Slovan tak oplatil soupeři porážku z předešlého ročníku ve finále domácího poháru. S mužstvem, které v té době vedl český trenér František Straka, postoupil přes klub The New Saints FC z Walesu (výhry 1:0 a 2:0) a moldavský celek FC Sheriff Tiraspol (výhra 2:1 a remíza 0:0) do 4. předkola - play-off Ligy mistrů UEFA 2014/15, což znamenalo jistou podzimní účast Slovanu v evropských pohárech. Čtvrté předkolo LM Slovan Bratislava proti týmu FK BATE z běloruského Borisova výsledkově nezvládl (remíza 1:1 a prohra 0:3) a musel se spokojit s účastí ve skupinové fázi Evropské ligy UEFA 2014/15. Slovan byl nalosován do skupiny I, kde číhali soupeři SSC Neapol (Itálie), Young Boys Bern (Švýcarsko) a AC Sparta Praha (Česko). V domácí odvetě proti Bernu (prohra 1:3) dal jediný gól mužstva ve skupinové fázi. Se Slovanem skončil ve skupině na posledním místě, jelikož tým nezískal žádný bod a do jarní vyřazovací části nepostoupil.
V lize skóroval poprvé v ročníku proti klubu MFK Ružomberok (výhra 2:1), trefil se ve 35. minutě. O dva týdny později se dvakrát prosadil do sítě týmu FK Senica (výhra 4:1), nejprve ve 14. minutě otevřel skóre utkání a následně o 18 minut později zvyšoval na 2:0. Svoji čtvrtou branku zaznamenal 31. srpna 2014 v osmém kole proti Dukle Banská Bystrica. Následně skóroval v 52. minutě proti mužstvu FC DAC 1904 Dunajská Streda, Slovan remizoval se soupeřem 1:1. Na jaře 2015 se trefil třikrát, když se prosadil v rozmezí 28.-30. kola. Po jedné brance dal v souboji se Senicí (výhra 4:1), Spartakem Myjava (výhra 6:3) a s Duklou Banská Bystrica (výhra 1:0). Celkem odehrál během roku 22 ligových zápasů.

#### Sezóna 2016/17
S mužstvem se představil v prvním předkole Evropské ligy UEFA 2016/17 proti albánskému klubu KF Partizani. Úvodní zápas skončil bezbrankovou remízou, ale odveta v Senici se neuskutečnila. Partizani bylo přesunuto do druhého předkola Ligy mistrů UEFA 2016/17 na místo tehdejšího albánského mistra KF Skënderbeu Korçë vyloučeného kvůli podezření z ovlivňování zápasů a Slovan postoupil automaticky do dalšího předkola. Ve druhém předkole mužstvo remizovalo 0:0 a prohrálo 0:3 s týmem FK Jelgava z Lotyšska a vypadlo.
Svůj první gól po návratu z hostování vsítil v lize v úvodním kole hraném 17. 7. 2016 na půdě Senice a jedinou brankou zápasu rozhodl o výhře Slovanu. Podruhé se prosadil ve 4. kole proti Dunajské Stredě a podílel se na vítězství 3:2. 20. srpna 2016 rozhodl svým gólem ze 67. minuty o zisku tří bodů proti Žilině. Svoji čtvrtou branku v ročníku dal do sítě Spartaku Myjava v 82. minutě z penalty, Slovan prohrál 1:2. Jelikož se Myjava po podzimu 2016 odhlásila z ligy, výsledek byl anulován. Soumahův gól však zůstal v platnosti. Z penalty se trefil i v 11. kole proti Zemplínu Michalovce (výhra 3:1) a v odvetě proti Senici v následujícím kole, kdy Slovan vyhrál 2:0. Posedmé v sezoně se radoval ze vstřelené branky 22. 10. 2016 ve třináctém kole proti ViOnu Zlaté Moravce – Vráble (výhra 5:1), prosadil se v 10. minutě a zaznamenal úvodní trefu střetnutí. I díky tomu ve třech po sobě jdou utkáních dal tři branky. Svůj osmý a devátý gól si připsal 20. 11. 2016 na domácí půdě proti Ružomberku, prosadil se opět z pokutových kopů v 79. a 85. minutě. V listopadu 2016 uzavřel stejně jako jeho spoluhráč Boris Sekulić s týmem nový kontrakt do léta 2020. Měl skvělý vstup do jarní části sezony 2016/17, když v šesti ligových zápasech, ve kterých nastoupil (nehrál ve 23. kole kvůli trestu za pět žlutých karet), nastřílel šest branek. Skóroval dvakrát v souboji s Tatranem Prešov (výhra 2:0) a po jedné brance dal proti klubům Zemplín Michalovce (výhra 3:1), ViOn Zlaté Moravce – Vráble (remíza 1:1) a FO ŽP ŠPORT Podbrezová (výhra 3:2). Po 24 odehraných zápasech v lize měl na svém kontě 15 vstřelených gólů. Následně se trefil ve 27. kole, když v utkání proti Ružomberku (prohra 1:2) srovnával v 64. minutě na 1:1. 1. května 2017 se se Slovanem představil na stadionu NTC Poprad ve finále domácího poháru a gólem z pokutového kopu v 75. minutě zápasu se podílel na zisku trofeje po výhře v poměru 3:0 nad tehdy druholigovým týmem MFK Skalica. Svoji sedmnáctou ligovou branku zaznamenal z penalty v odvetě proti Prešovu a měl podíl na domácí výhře 3:1. Poosmnácté skóroval 19. 5. 2017 ve 32. kole v 65. minutě odvetného souboje s Trenčínem, ale prohře 2:3 nezabránil. Střelecky se prosadil i v dalším kole ve třetím vzájemném ligovém souboji s Michalovcemi (výhra 3:1), když se nejprve trefil ve 26. a následně v 78. minutě. V ročníku 2016/17 nastřílel v lize 20 branek a společně s žilinským Filipem Hlohovským se stal králem střelců slovenské nejvyšší soutěže, navíc byl Soumah stejně jako jeho spoluhráč Kornel Saláta zařazen do nejlepší jedenáctky sezony Fortuna ligy. 23. června 2017 odehrál za mužstvo 53 minut (ze zápasu odstoupil kvůli zranění a na trávníku ho nahradil Joeri de Kamps) v utkání Česko-slovenského Superpoháru hraného v Uherském Hradišti proti českému celku FC Fastav Zlín, kterému Slovan Bratislava podlehl v penaltovém rozstřelu.

### Qadsia SC (hostování)
V červenci 2015 odešel na roční hostování s opcí do kuvajtského klubu Qadsia SC, dostal dres s číslem 20. S týmem získal v sezóně 2015/16 titul v kuvajtské lize. Po roce se vrátil zpět do Slovanu Bratislava. Celkem nastoupil v dresu Quadsie během svého působení k 20 střetnutím v lize a dal 14 gólů.

### FK Partizan
V červenci 2017 přestoupil ze Slovanu do srbského mužstva FK Partizan z Bělehradu, kde podepsal smlouvu na tři roky. Do týmu údajně zamířil za 1,65 milionu eur, čímž se měl stát historicky nejdražší posilou Partizanu.

#### Sezóna 2017/18
Ve druhém předkole Ligy mistrů UEFA 2017/18 proti Budućnosti Podgorica z Černé Hory (výhra 2:0 a remíza 0:0) nehrál, jelikož jeho přestup se uskutečnil až v den odvety. S Partizanem se představil ve třetím předkole LM, ve kterém srbské mužstvo vypadlo po prohře 1:3 a remíze 2:2 s řeckým klubem Olympiakos Pireus a představilo se následně ve čtvrtém předkole - play-off Evropské ligy UEFA 2017/18, ve kterém po remíze 0:0 a výhře 4:0 nad Videotonem FC z Maďarska postoupilo do skupinové fáze. Partizan byl nalosován do skupiny B, kde v konfrontaci s celky BSC Young Boys z Bernu (Švýcarsko), FK Dynamo Kyjev (Ukrajina) a KF Skënderbeu Korçë (Albánie) skončil na druhém místě tabulky a postoupil do vyřazovací části, ve které vypadl v šestnáctifinále po remíze 1:1 a prohře 0:2 s Viktorií Plzeň. Soumah zaznamenal v pohárové Evropě dva góly, když dal po jedné brance v předkolech Ligy mistrů a Evropské ligy.
Ligový debut v bělehradském klubu absolvoval v úvodním kole hraném 22. července 2017 v souboji s týmem FK Mačva Šabac (výhra 6:1), na hřiště přišel v 61. minutě. Poprvé se střelecky prosadil v následujícím kole proti Javoru Ivanjica, když v 85. minutě zvyšoval na 2:0. Zápas skončil výhrou Partizanu na domácí půdě v poměru 2:1. Svůj druhý gól v ročníku vsítil 15. 10. 2017 z pokutového kopu proti Radniku Surdulica a podílel se na vítězství 2:0 nad tímto soupeřem. Z penalty se prosadil i potřetí v sezoně, když v městském derby v souboji s Crvenou zvezdou (remíza 1:1) otevřel v 61. minutě skóre zápasu. Na jaře 2018 získal s Partizanem domácí pohár, i když ve finále hraném 23. května proti celku FK Mladost Lučani (výhra 2:1) nehrál. V ročníku 2017/18 si připsal 22 ligových střetnutí.

#### Sezóna 2018/19
Na podzim 2018 postoupil společně se svými spoluhráči přes černohorský klub FK Rudar Pljevlja (výhry 2x 3:0) a tým FK Trakai z Litvy (výhra 1:0 a remíza 1:1) do třetího předkola Evropské ligy UEFA, ve kterém proti dánskému celku FC Nordsjaelland (výhry 2:1 a 3:2) nehrál a za bělehradské mužstvo následně odehrál čtvrté předkolo - play-off s Beşiktaşem JK z Turecka, přes který Partizan po remíze 1:1 a prohře 0:3 do skupinové fáze neprošel. V sezoně 2018/19 za srbský celek nastoupil pouze ke čtyřem utkáním v lize, jelikož v průběhu ročníku odešel.

#### Sezóna 2019/20
V létě 2019 se vrátil do Partizanu a krátce po návratu s ním postoupil přes klub Connah's Quay Nomads F.C. z Walesu (výhry 1:0 a 3:0), turecký tým Yeni Malatyaspor (výhra 3:1 a prohra 0:1) a mužstvo Molde FK z Norska (výhra 2:1 a remíza 1:1) do skupinové fáze EL. S bělehradským klubem byl zařazen do skupiny L, kde v konfrontaci s celky AZ Alkmaar (Nizozemsko), FC Astana (Kazachstán) a Manchester United FC (Anglie) skončil na třetím místě a do jarního play-off s nimi nepostoupil. V pohárové Evropě dal Soumah čtyři branky, z toho dvě ve skupinové fázi.
Poprvé po návratu se střelecky prosadil 4. srpna 2019 v souboji s týmem FK Mačva Šabac (výhra 4:0), když ve 49. minutě zvyšoval na 3:0. Svůj druhý ligový gól v ročníku zaznamenal v následujícím čtvrtém kole v souboji s mužstvem FK Napredak Kruševac, v 66. minutě srovnával na konečných 2:2. Následně skóroval v městském derby s Crvenou zvezdou (výhra 2:0), když v 83. minutě otevřel skóre zápasu. V desátém kole v souboji s Radnički Niš (výhra 4:1) se trefil počtvrté v sezoně, stalo se tak v 55. minutě. Svoji pátou branku v ročníku zaznamenal 27. 10. 2019 proti Spartaku Subotica, ve 41. minutě zvyšoval na 3:0. Partizan nakonec zvítězil na domácím stadionu 4:0. V rozmezí tří kol (4.-15. 12. 2019) vsítil celkem čtyři góly, prosadil se dvakrát v odvetě s Napredakem Kruševac (prohra 2:3) a po jedné brance dal do sítí FK Radu (výhra 2:1) a Radniku Surdulica (výhra 2:1). Podesáté v sezóně skóroval ve 29. kole hraném 14. června 2020 v souboji s klubem FK Čukarički (výhra 4:1), když v 54. minutě zvyšoval na 4:0. V ročníku si připsal 25 ligových startů.

### Makabi Haifa FC (hostování)
V září 2018 odešel kvůli většímu hernímu vytížení z Partizanu na roční hostování s opcí na přestup do izraelského týmu Makabi Haifa FC. Svůj první ligový zápas v dresu Makabi si odbyl 22. září 2018 ve čtvrtém kole v souboji s mužstvem Maccabi Petah Tikva F.C. (prohra 1:2), na trávník se dostal v 85. minutě. Během sezony odehrál šest duelů v lize.

## Klubové statistiky
Aktuální k 23. červenci 2020
| Sezona    | Klub                           | Soutěž         | Zápasy | Góly |
| --------- | ------------------------------ | -------------- | ------ | ---- |
| 2008/2009 | Ikapa Sporting FC (host.)      | 2. liga        | 13     | 3    |
| 2009/2010 | FC Cape Town (host.)           | 2. liga        | 7      | 0    |
| 2010/2011 | Ajax Cape Town FC              | Premier League | 10     | 1    |
| 2011/2012 | Univer. of Pretoria FC (host.) | 2. liga        | 11     | 9    |
| 2011/2012 | FC Nitra                       | Corgoň liga    | 13     | 2    |
| 2012/2013 | FC Nitra                       | Corgoň liga    | 9      | 4    |
| 2012/2013 | ŠK Slovan Bratislava           | Corgoň liga    | 11     | 0    |
| 2013/2014 | ŠK Slovan Bratislava           | Corgoň liga    | 21     | 2    |
| 2014/2015 | ŠK Slovan Bratislava           | Fortuna liga   | 22     | 8    |
| 2015/2016 | ŠK Slovan Bratislava           | Fortuna liga   | 0      | 0    |
| 2015/2016 | Qadsia SC (host.)              | Premier League | 20     | 14   |
| 2016/2017 | ŠK Slovan Bratislava           | Fortuna liga   | 29     | 20   |
| 2017/2018 | FK Partizan                    | SuperLiga      | 22     | 3    |
| 2018/2019 | FK Partizan                    | SuperLiga      | 4      | 0    |
| 2018/2019 | Makabi Haifa FC (host.)        | Ligat ha'Al    | 6      | 0    |
| 2019/2020 | FK Partizan                    | SuperLiga      | 25     | 10   |

## Reprezentační kariéra
Svoji reprezentační premiéru v A-týmu Guineje si odbyl 5. února 2013 v Dakaru v přátelském utkání proti reprezentaci Senegalu (remíza 1:1), na hřiště přišel do druhého poločasu. Poprvé v reprezentaci skóroval 10. září 2013 v Kvalifikaci na Mistrovství světa 2014 proti Egyptu (prohra 2:4), když v 57. minutě srovnával na 2:2. 15. 11. 2014 dal v kvalifikaci na Africký pohár národů 2015 proti reprezentaci Toga během 27 minut hattrick a výrazně se tak podílel na výhře 4:1.

### Africký pohár národů 2015
V roce 2015 byl Soumah nominován trenéry Michelem Dussuyerem a Kevinem Constantem na Africký pohár národů 2015 v Rovníkové Guineji. V prvním zápase skupiny D proti reprezentaci Pobřeží slonoviny (remíza 1:1) nehrál. V dalších utkáních proti Kamerunu a reprezentaci Mali nastoupil, obě střetnutí skončili remízami 1:1. Guinea obsadila ve skupině D se třemi body druhé místo a postoupila do play-off. Ve čtvrtfinále byl Soumah pouze na lavičce náhradníků, Guinea prohrála s Ghanou 0:3 a na turnaji skončila.

### Reprezentační zápasy a góly
Zápasy Seydouby Soumaha za A-mužstvo Guiney
| 2013                | 5  | 1 |
| 2014                | 7  | 5 |
| 2015                | 6  | 0 |
| 2016                | 2  | 1 |
| 2017                | 6  | 0 |
| 2018                | 3  | 1 |
| 2019                | 3  | 0 |
| Celkem              | 32 | 8 |
| Platí k 23. 7. 2020 |    |   |

Góly Seydouby Soumaha za A-mužstvo Guiney
| 010                 | 10. 09. 2013 | El Gouna Stadion, El Gouna, Egypt | Egypt                   | 02:2 0(57.) | 4:2 | Kvalifikace na Mistrovství světa 2014    |
| 02                  | 05.0 9. 2014 | Stadion MV, Casablanca, Maroko    | Togo                    | 01:0 0(10.) | 2:1 | kvalifikace na Africký pohár národů 2015 |
| 03                  | 15. 11. 2014 | Stadion de Kégué, Lomé, Togo      | Togo                    | 00:2 0(39.) | 1:4 | kvalifikace na Africký pohár národů 2015 |
| 04                  | 15. 11. 2014 | Stadion de Kégué, Lomé, Togo      | Togo                    | 00:3 0(60.) | 1:4 | kvalifikace na Africký pohár národů 2015 |
| 05                  | 15. 11. 2014 | Stadion de Kégué, Lomé, Togo      | Togo                    | 00:4 0(66.) | 1:4 | kvalifikace na Africký pohár národů 2015 |
| 06                  | 19. 11. 2014 | Stadion MV, Casablanca, Maroko    | Uganda                  | 02:0 0(61.) | 2:0 | kvalifikace na Africký pohár národů 2015 |
| 07                  | 13. 11. 2016 | Stadion 28. září, Conakry, Guinea | DR Kongo                | 01:0 0(10.) | 1:2 | kvalifikace na Mistrovství světa 2018    |
| 08                  | 09. 09. 2018 | Stadion 28. září, Conakry, Guinea | Středoafrická republika | 01:0 0(71.) | 1:0 | kvalifikace na Africký pohár národů 2019 |
| Platí k 18. 2. 2019 |              |                                   |                         |             |     |                                          |